# گمینا موخاژ
گمینا موخاژ (به لهستانی:  Gmina Mucharz) یک گمینا در لهستان است که در شهرستان وادوویتسه واقع شده‌است. گمینا موخاژ ۳۷٫۳۲ کیلومتر مربع مساحت و ۳٬۸۷۸ نفر جمعیت دارد.